# Peleaga
Peleaga (Vârful Peleaga) es una montaña en Rumania. Es el punto más alto en las montañas de Retezat con una elevación de la cumbre de 2.509 metros sobre el nivel del mar. Peleaga está situado en el condado rumano de Hunedoara y se encuentra dentro de la región de Rumania conocida como Transilvania.
Además de su pico más alto, Peleaga, las montañas Retezat, parte de los Cárpatos meridionales, albergan algunos de los macizos más altos de Rumania. Otros picos importantes en la cadena son Păpuşa (Varful Păpuşa) y Retezat Peak (Vârful Retezat). Las montañas  de Retezat tienen muchos lagos glaciales, incluido el más grande de Rumania, el lago Bucura (lacul Bucura), que abarca 8,9 hectáreas y está situado a una altitud de 2030 metros. El área contiene también al parque nacional Retezat, el primer parque nacional de Rumanía.